# Brigade Carmeli
Pour les articles homonymes, voir 2e brigade.
La 2e brigade « Carmeli » (hébreu : חטיבת כרמלי, Hativat Carmeli, ancienne 165e brigade) est une brigade d'infanterie de réserve des forces de défense israéliennes subordonnée au commandement Nord.
Aujourd'hui, la brigade se compose de quatre bataillons, dont un bataillon de reconnaissance.

## Histoire
La brigade est formée le 22 février 1948, pendant la guerre israélo-arabe de 1948, lorsque la brigade Levanoni en Galilée est scindée par la création de la 1re brigade Golani et de la 2e brigade Carmeli. À ses débuts, la brigade est formée de trois bataillons, les 21e, 22e et 23e. Au cours de la guerre, elle est renforcée du 24e bataillon.
C’est elle qui procède au nettoyage ethnique d’Haïfa, qui est nommé « opération Grand nettoyage ». Son chef d’état-major, Mordekhaï Maklef, ordonne, le 22 avril 1948 : « Tuez tous les Arabes que vous rencontrerez, incendiez tout ce qui est inflammable, et ouvrez les portes à l’explosif ». Alors que les Arabes de la ville se rassemblaient près du port pour être évacués par mer dans un relatif bon ordre, la brigade Carmeli tire au mortier de 76 mm sur la foule, poussant les personnes cibles à se jeter à la mer ; de nombreuses embarcations surchargées chavirèrent, et leurs passagers se noyèrent. Les soldats de la brigade Carmeli pillèrent ensuite les biens des Arabes qu’ils venaient d’assassiner.
Depuis, l'unité a participé à toutes les grandes guerres israéliennes et à la quasi-totalité des opérations majeures, y compris la guerre du Sinaï, la guerre des Six Jours, la guerre d'usure, la guerre du Kippour, l'opération Litani, la première et la seconde guerres du Liban, la guerre à Gaza et diverses opérations pendant les Intifadas palestiniennes,.